# Sint-Brigidakerk (Oberstadtfeld)
De Sint-Brigidakerk (Duits: St. Brigida ofwel Brigitta) is een rooms-katholieke filiaalkerk in de Duitse plaats Oberstadtfeld in de Landkreis Vulkaneifel, gelegen aan Hauptsraße 36. De kerk werd gebouwd in 1837, nadat de oude kerk was ingestort. De toren is ouder en gebouwd omstreeks 1500.

## Geschiedenis
De eerste kerk van Oberstadtfeld betrof een tweebeukige kerk, gebouwd rond de 15e of 16e eeuw. De kerk viel oorspronkelijk onder de parochie van Steinborn (huidige parochie Neunkirchen) in het Aartsbisdom Keulen. Na een herindeling in 1803 werd de kerk bij de parochie van Niederstadtfeld gevoegd in het Bisdom Trier. Dit leidde aanvankelijk tot ontevredenheid in Oberstadtfeld, omdat de inwoners hoopten een zelfstandige parochie te worden.
In 1830 werd Sint Brigida de nieuwe beschermheilige van de kerk; voor 1830 was dit Sint Valentijn. De kerk was echter zo vervallen dat deze in 1836 instortte. Met financiële hulp uit Niederstadtfeld werd in 1837, door de plaatselijke architect Barthels, een nieuwe kerk gebouwd tegen de oude toren die wel was blijven staan.

## Interieur
Het hoogaltaar stamt uit 1843 en werd gemaakt door timmerman Zillgen uit Gillenfeld. Twee zijaltaren werden in 1899 in de kerk geplaatst. Rond deze tijd bevond het interieur zich in een slechte staat en moest worden opgeknapt. Daarom werden in 1900 nieuwe ramen geplaatst en werd in 1902 het interieur opnieuw geschilderd door Beils uit Monreal. In 1913 werden twee nieuwe, ronde glas-in-loodramen geplaatst.
In 1988 werd de kerk grondig gerestaureerd. Nieuwe werkzaamheden aan het interieur volgden in 2009 en de ramen werden in 2011 gerestaureerd.

## Orgel
Op 2 februari 1997 werd een nieuw orgel in gebruik genomen. Het betrof een mechanisch orgel met zestien stemmen, gebouwd door orgelbouwer Hubert Fasen. De kosten voor dit orgel bedroegen 205.000 DM. Voor de orgelkast werden elementen gebruikt van een neo-romaans orgel uit de kerk van Butzweiler die in oktober 1986 was verbrand.

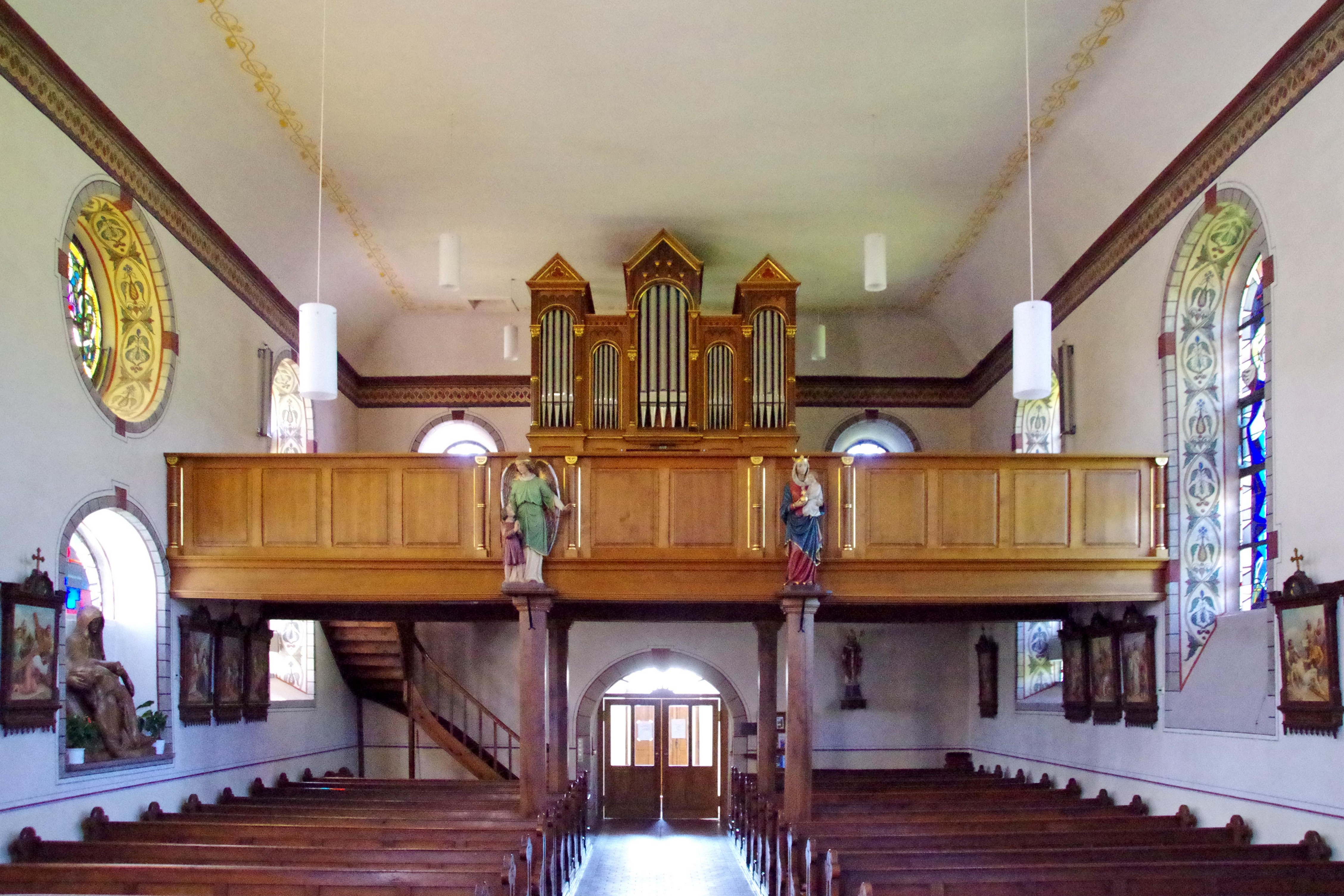
Zicht op het orgel met galerij.
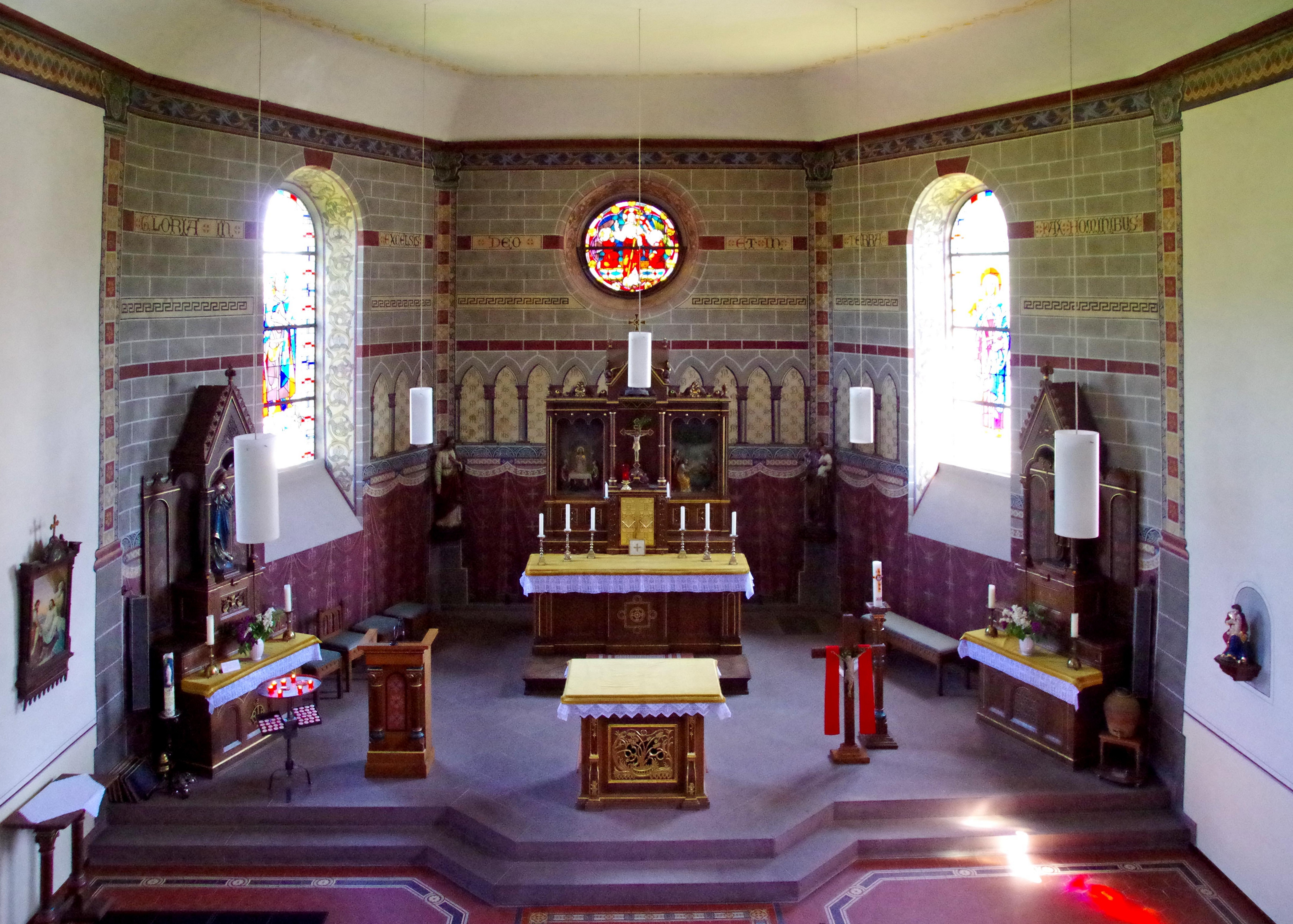
Zicht op het altaar.
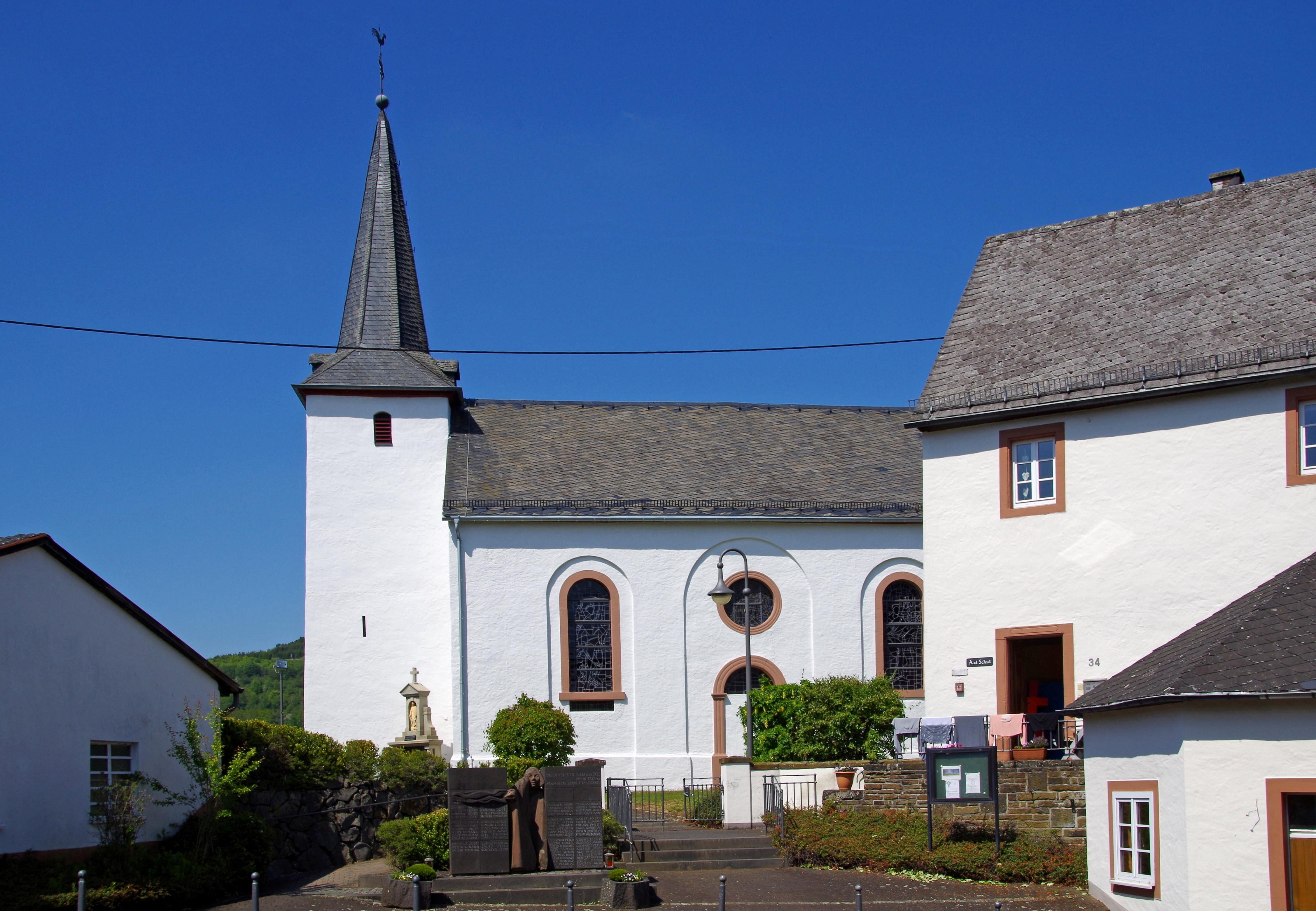
De kerk gezien vanuit het zuiden.
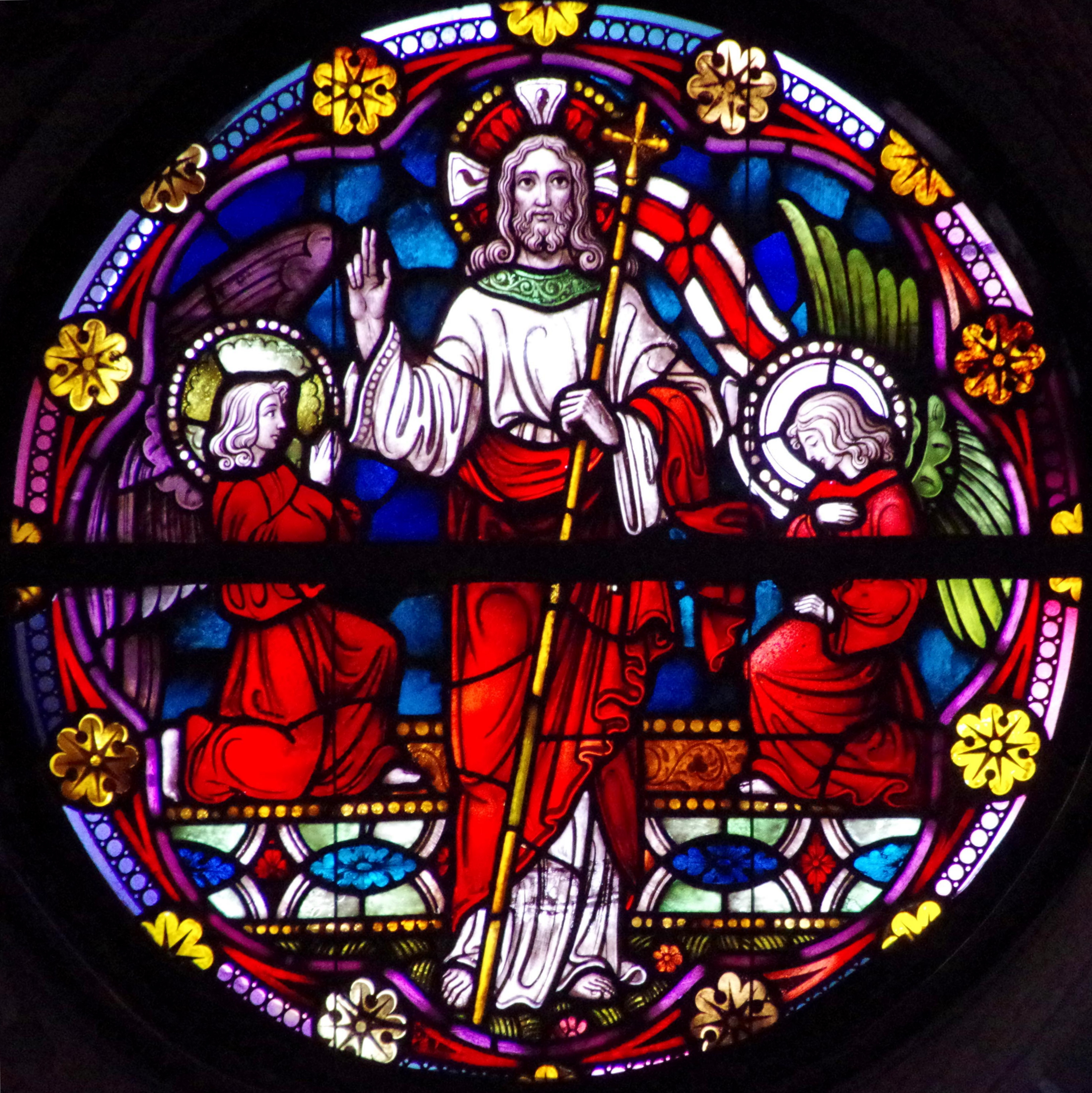
Een van de twee ronde glasramen uit 1913.
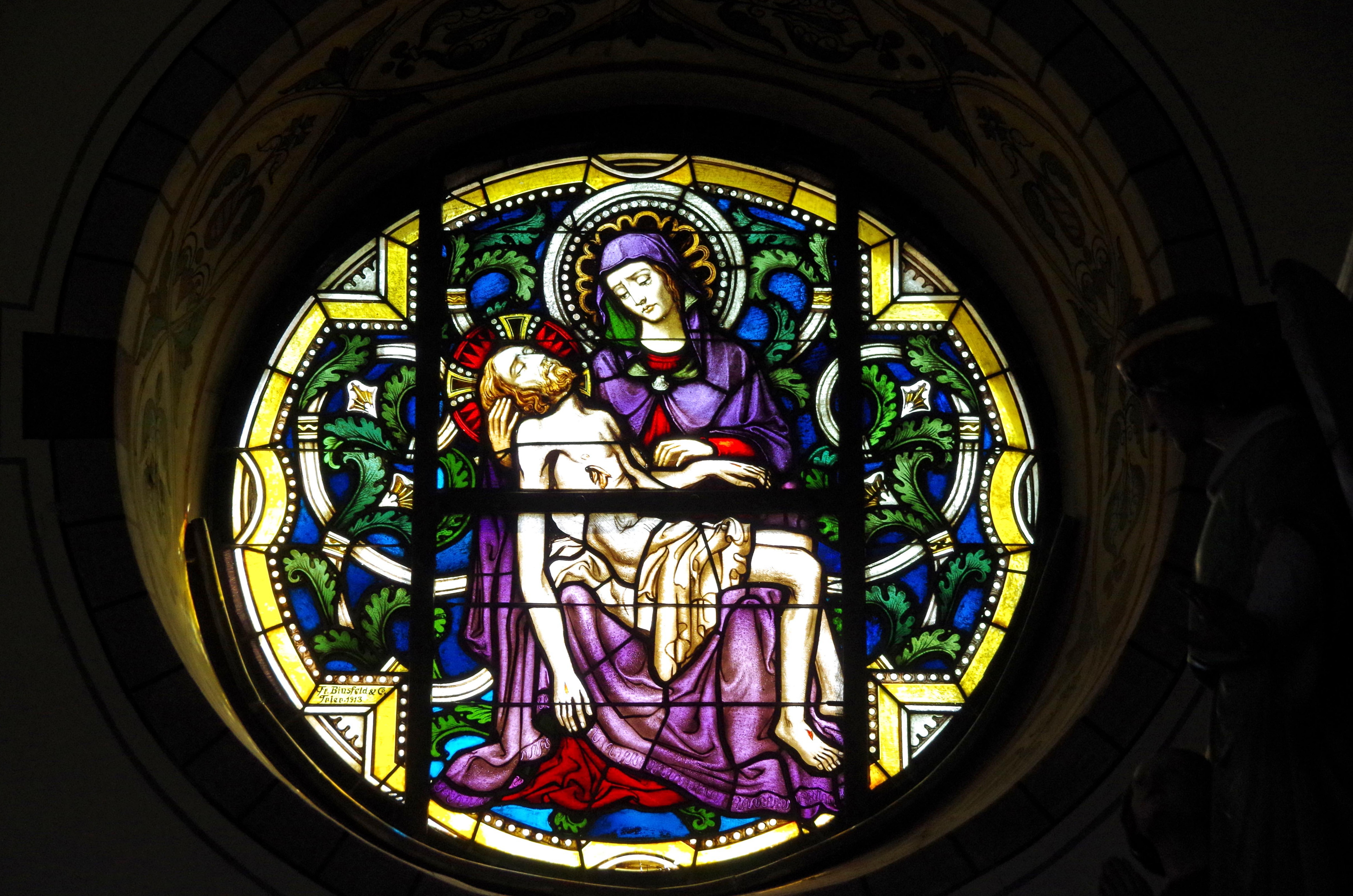
Een van de twee ronde glasramen uit 1913.